# Pylartes
Pylartes is een geslacht van vlinders van de familie van de grasmotten (Crambidae), uit de onderfamilie van de Spilomelinae. De wetenschappelijke naam voor dit geslacht is voor het eerst gepubliceerd in 1863 door Francis Walker. Walker beschreef ook de eerste soort uit het geslacht, Pylartes subcostalis uit Maleisië, die als typesoort is aangeduid.

## Soorten
- P. subcostalis Walker, 1863
- P. totuanalis (Schaus, 1927)